# Konferencja Republikanów w Izbie Reprezentantów
Konferencja Republikanów w Izbie Reprezentantów – forum organizacyjne Partii Republikańskiej w Izbie Reprezentantów, do którego należą wszyscy członkowie izby należący do Partii Republikańskiej, zarówno deputowani, jak i komisarze. Konferencja spotyka się co tydzień w celu omówienia polityki partyjnej, nierozstrzygniętych kwestii legislacyjnych i innych spraw związanych z działaniami Izby Reprezentantów.

## Przywódcy

### Struktura
| Stanowisko         | Pozycja w hierarchii partyjnej | Imię i nazwisko obecnie urzędującego | Zdjęcie | Data objęcia funkcji | Dodatkowe informacje                                                      |
| ------------------ | ------------------------------ | ------------------------------------ | ------- | -------------------- | ------------------------------------------------------------------------- |
| Przewodniczący     | IV                             | Elise Stefanik                       |         | 14 maja 2021         | Wybrana 14 maja 2021 po odwołaniu poprzedniej przewodniczącej, Liz Cheney |
| Wiceprzewodniczący | VII                            | Mike Johnson                         |         | 3 stycznia 2021      | Wybrany 17 listopada 2020 na kadencję zaczynającą się 3 stycznia 2021     |
| Sekretarz          | VIII                           | Richard Hudson                       |         | 3 stycznia 2021      | Wybrany 17 listopada 2020 na kadencję zaczynającą się 3 stycznia 2021     |

### Przewodniczący Konferencji Republikanów w Izbie Reprezentantów
Przewodniczący Konferencji Republikanów w Izbie Reprezentantów wybierany jest przez członków konferencji na początku każdej kadencji Kongresu. Jest czwartą w uznawanej hierarchii partyjnej najważniejszą osobą w Partii Republikańskiej (za spikerem, liderem partii i liderem partii w Izbie Reprezentantów). Zajmuje się przewodniczeniem posiedzeniom konferencyjnym.
Nie ma dowodów wskazujących na formalne przewodnictwo Partii Republikańskiej przed 38. Kongresem Stanów Zjednoczonych (1863–1865).

#### Lista przywódców konferencji
| Kadencja Izby Reprezentantów | Przewodniczący                         | Zdjęcie | Reprezentowany stan | Data objęcia urzędu  | Data końca urzędu                                                     | Dodatkowe informacje |
| ---------------------------- | -------------------------------------- | ------- | ------------------- | -------------------- | --------------------------------------------------------------------- | --- |
| 38. (1863–1865)              | Justin Smith Morrill (1810–1898)       |         | VT                  | ?                    | ?                                                                     | Jest pierwszym oficjalnie pełniącym obowiązki przewodniczącego Konferencji Republikanów, ale nie ma wyraźnych dowodów na formalne przewodnictwo organizacji republikańskich w tym czasie.                |
| 39. (1865–1867)              | Justin Smith Morrill (1810–1898)       |         | VT                  | ?                    | ?                                                                     | Jest pierwszym oficjalnie pełniącym obowiązki przewodniczącego Konferencji Republikanów, ale nie ma wyraźnych dowodów na formalne przewodnictwo organizacji republikańskich w tym czasie.                |
| 40. (1857–1869)              | Nathaniel Prentice Banks (1816–1894)   |         | MA                  | ?                    | ?                                                                     | Protokoły z posiedzeń konferencji wskazują, że w czasie 40. kadencji trzy osoby pełniły funkcję przewodniczących. Dokładna kolejność sprawowania urzędu i sam charakter urzędu pozostają nieznane.       |
| 40. (1857–1869)              | Luke Poland (1815–1887)                |         | VT                  | ?                    | ?                                                                     | Protokoły z posiedzeń konferencji wskazują, że w czasie 40. kadencji trzy osoby pełniły funkcję przewodniczących. Dokładna kolejność sprawowania urzędu i sam charakter urzędu pozostają nieznane.       |
| 40. (1857–1869)              | Samuel Hooper (1808–1875)              |         | MA                  | ?                    | ?                                                                     | Protokoły z posiedzeń konferencji wskazują, że w czasie 40. kadencji trzy osoby pełniły funkcję przewodniczących. Dokładna kolejność sprawowania urzędu i sam charakter urzędu pozostają nieznane.       |
| 41. (1869–1871)              | Robert Cumming Schenck (1809–1890)     |         | OH                  | ?                    | ?                                                                     | Raporty pokazują, że Robert Cumming Schenck został wybrany na przewodniczącego konferencji, ale Nathaniel Prentice Banks przewodniczył dwóm konferencjom - jest możliwość, że w zastępstwie za Schencka. |
| 41. (1869–1871)              | Nathaniel Prentice Banks (1816–1894)   |         | MA                  | ?                    | ?                                                                     | Raporty pokazują, że Robert Cumming Schenck został wybrany na przewodniczącego konferencji, ale Nathaniel Prentice Banks przewodniczył dwóm konferencjom - jest możliwość, że w zastępstwie za Schencka. |
| 42. (1871–1873)              | Austin Blair (1818–1894)               |         | MI                  | 4 marca 1971(dts)    | 3 marca 1973(dts)                                                     | |
| 43. (1873–1875)              | Horace Maynard (1814–1882)             |         | TN                  | 4 marca 1973(dts)    | 3 marca 1975(dts)                                                     | |
| 44. (1875–1877)              | George Washington McCrary (1835–1890)  |         | IA                  | 4 marca 1975(dts)    | 3 marca 1977(dts)                                                     | |
| 45. (1877–1879)              | Eugene Hale (1836–1918)                |         | ME                  | 4 marca 1977(dts)    | 3 marca 1979(dts)                                                     | |
| 46. (1879–1881)              | William Pierce Frye (1830–1911)        |         | ME                  | 4 marca 1979(dts)    | 3 marca 1981(dts)                                                     | |
| 47. (1881–1883)              | George Maxwell Robeson (1829–1897)     |         | NJ                  | 4 marca 1981(dts)    | 3 marca 1983(dts)                                                     | |
| 48. (1883–1885)              | Joseph Gurney Cannon (1836–1926)       |         | IL                  | 4 marca 1983(dts)    | 3 marca 1989(dts)                                                     | |
| 49. (1885–1887)              | Joseph Gurney Cannon (1836–1926)       |         | IL                  | 4 marca 1983(dts)    | 3 marca 1989(dts)                                                     | |
| 50. (1887–1889)              | Joseph Gurney Cannon (1836–1926)       |         | IL                  | 4 marca 1983(dts)    | 3 marca 1989(dts)                                                     | |
| 51. (1889–1891)              | Thomas Jefferson Henderson (1824–1911) |         | IL                  | 4 marca 1989(dts)    | 3 marca 1895(dts)                                                     | |
| 52. (1891–1893)              | Thomas Jefferson Henderson (1824–1911) |         | IL                  | 4 marca 1989(dts)    | 3 marca 1895(dts)                                                     | |
| 53. (1893–1895)              | Thomas Jefferson Henderson (1824–1911) |         | IL                  | 4 marca 1989(dts)    | 3 marca 1895(dts)                                                     | |
| 54. (1895–1897)              | Charles Henry Grosvenor (1833–1917)    |         | OH                  | 4 marca 1895(dts)    | 3 marca 1899(dts)                                                     | |
| 55. (1897–1899)              | Charles Henry Grosvenor (1833–1917)    |         | OH                  | 4 marca 1895(dts)    | 3 marca 1899(dts)                                                     | |
| 56. (1899–1901)              | Joseph Gurney Cannon (1836–1926)       |         | IL                  | 4 marca 1899(dts)    | 3 marca 1903(dts)                                                     | |
| 57. (1901–1903)              | Joseph Gurney Cannon (1836–1926)       |         | IL                  | 4 marca 1899(dts)    | 3 marca 1903(dts)                                                     | |
| 58. (1903–1905)              | William Peters Hepburn (1833–1916)     |         | IA                  | 4 marca 1903(dts)    | 3 marca 1909(dts)                                                     | |
| 59. (1905–1907)              | William Peters Hepburn (1833–1916)     |         | IA                  | 4 marca 1903(dts)    | 3 marca 1909(dts)                                                     | |
| 60. (1907–1909)              | William Peters Hepburn (1833–1916)     |         | IA                  | 4 marca 1903(dts)    | 3 marca 1909(dts)                                                     | |
| 61. (1909–1911)              | Frank Dunklee Currier (1853–1921)      |         | NH                  | 4 marca 1909(dts)    | 3 marca 1913(dts)                                                     | |
| 62. (1911–1913)              | Frank Dunklee Currier (1853–1921)      |         | NH                  | 4 marca 1909(dts)    | 3 marca 1913(dts)                                                     | |
| 63. (1913–1915)              | William Stedman Greene (1841–1924)     |         | MA                  | 4 marca 1913(dts)    | 3 marca 1919(dts)                                                     | |
| 64. (1915–1917)              | William Stedman Greene (1841–1924)     |         | MA                  | 4 marca 1913(dts)    | 3 marca 1919(dts)                                                     | |
| 65. (1917–1919)              | William Stedman Greene (1841–1924)     |         | MA                  | 4 marca 1913(dts)    | 3 marca 1919(dts)                                                     | |
| 66. (1919–1921)              | Horace Mann Towner (1855–1937)         |         | IA                  | 4 marca 1919(dts)    | 3 marca 1923(dts)                                                     | |
| 67. (1921–1923)              | Horace Mann Towner (1855–1937)         |         | IA                  | 4 marca 1919(dts)    | 3 marca 1923(dts)                                                     | |
| 68. (1923–1925)              | Sydney Anderson (1881–1948)            |         | MN                  | 4 marca 1923(dts)    | 3 marca 1925(dts)                                                     | |
| 69. (1925–1927)              | Willis Chatman Hawley (1864–1941)      |         | OR                  | 4 marca 1925(dts)    | 3 marca 1933(dts)                                                     | |
| 70. (1927–1929)              | Willis Chatman Hawley (1864–1941)      |         | OR                  | 4 marca 1925(dts)    | 3 marca 1933(dts)                                                     | |
| 71. (1929–1931)              | Willis Chatman Hawley (1864–1941)      |         | OR                  | 4 marca 1925(dts)    | 3 marca 1933(dts)                                                     | |
| 72. (1931–1933)              | Willis Chatman Hawley (1864–1941)      |         | OR                  | 4 marca 1925(dts)    | 3 marca 1933(dts)                                                     | |
| 73. (1933–1935)              | Robert Luce (1862–1946)                |         | MA                  | 4 marca 1933(dts)    | 3 stycznia 1935(dts)                                                  | |
| 74. (1935–1937)              | Frederick Reimold Lehlbach (1876–1937) |         | NJ                  | 3 stycznia 1935(dts) | 3 stycznia 1937(dts)                                                  | |
| 75. (1937–1939)              | Roy Orchard Woodruff (1876–1953)       |         | MI                  | 3 stycznia 1937(dts) | 3 stycznia 1951(dts)                                                  | |
| 76. (1939–1941)              | Roy Orchard Woodruff (1876–1953)       |         | MI                  | 3 stycznia 1937(dts) | 3 stycznia 1951(dts)                                                  | |
| 77. (1941–1943)              | Roy Orchard Woodruff (1876–1953)       |         | MI                  | 3 stycznia 1937(dts) | 3 stycznia 1951(dts)                                                  | |
| 78. (1943–1945)              | Roy Orchard Woodruff (1876–1953)       |         | MI                  | 3 stycznia 1937(dts) | 3 stycznia 1951(dts)                                                  | |
| 79. (1945–1947)              | Roy Orchard Woodruff (1876–1953)       |         | MI                  | 3 stycznia 1937(dts) | 3 stycznia 1951(dts)                                                  | |
| 80. (1947–1949)              | Roy Orchard Woodruff (1876–1953)       |         | MI                  | 3 stycznia 1937(dts) | 3 stycznia 1951(dts)                                                  | |
| 81. (1949–1951)              | Roy Orchard Woodruff (1876–1953)       |         | MI                  | 3 stycznia 1937(dts) | 3 stycznia 1951(dts)                                                  | |
| 82. (1951–1953)              | Clifford Ragsdale Hope (1893–1970)     |         | KS                  | 3 stycznia 1951(dts) | 3 stycznia 1957(dts)                                                  | |
| 83. (1953–1955)              | Clifford Ragsdale Hope (1893–1970)     |         | KS                  | 3 stycznia 1951(dts) | 3 stycznia 1957(dts)                                                  | |
| 84. (1955–1957)              | Clifford Ragsdale Hope (1893–1970)     |         | KS                  | 3 stycznia 1951(dts) | 3 stycznia 1957(dts)                                                  | |
| 85. (1957–1959)              | Charles Bernard Hoeven (1895–1980)     |         | IA                  | 3 stycznia 1957(dts) | 3 stycznia 1963(dts)                                                  | |
| 86. (1959–1961)              | Charles Bernard Hoeven (1895–1980)     |         | IA                  | 3 stycznia 1957(dts) | 3 stycznia 1963(dts)                                                  | |
| 87. (1961–1963)              | Charles Bernard Hoeven (1895–1980)     |         | IA                  | 3 stycznia 1957(dts) | 3 stycznia 1963(dts)                                                  | |
| 88. (1963–1965)              | Gerald Ford (1913– 2006)               |         | MI                  | 3 stycznia 1963(dts) | 3 stycznia 1965(dts)                                                  | |
| 89. (1965–1967)              | Melvin Laird (1922– 2016)              |         | WI                  | 3 stycznia 1965(dts) | 3 stycznia 1969(dts)                                                  | |
| 90. (1967–1969)              | Melvin Laird (1922– 2016)              |         | WI                  | 3 stycznia 1965(dts) | 3 stycznia 1969(dts)                                                  | |
| 91. (1969–1971)              | John Bayard Anderson (1922–2017)       |         | IL                  | 3 stycznia 1969(dts) | 3 stycznia 1979(dts)                                                  | |
| 92. (1971–1973)              | John Bayard Anderson (1922–2017)       |         | IL                  | 3 stycznia 1969(dts) | 3 stycznia 1979(dts)                                                  | |
| 93. (1973–1975)              | John Bayard Anderson (1922–2017)       |         | IL                  | 3 stycznia 1969(dts) | 3 stycznia 1979(dts)                                                  | |
| 94. (1975–1977)              | John Bayard Anderson (1922–2017)       |         | IL                  | 3 stycznia 1969(dts) | 3 stycznia 1979(dts)                                                  | |
| 95. (1977–1979)              | John Bayard Anderson (1922–2017)       |         | IL                  | 3 stycznia 1969(dts) | 3 stycznia 1979(dts)                                                  | |
| 96. (1979–1981)              | Samuel Leeper Devine (1915–1997)       |         | OH                  | 3 stycznia 1979(dts) | 3 stycznia 1981(dts)                                                  | |
| 97. (1981–1983)              | Jack Kemp (1935–2009)                  |         | NY                  | 3 stycznia 1981(dts) | 4 czerwca 1987(dts)                                                   | Zrezygnował z urzędu w trakcie jego pełnienia. |
| 98. (1983–1985)              | Jack Kemp (1935–2009)                  |         | NY                  | 3 stycznia 1981(dts) | 4 czerwca 1987(dts)                                                   | Zrezygnował z urzędu w trakcie jego pełnienia. |
| 99. (1985–1987)              | Jack Kemp (1935–2009)                  |         | NY                  | 3 stycznia 1981(dts) | 4 czerwca 1987(dts)                                                   | Zrezygnował z urzędu w trakcie jego pełnienia. |
| 100. (1987–1989)             | Jack Kemp (1935–2009)                  |         | NY                  | 3 stycznia 1981(dts) | 4 czerwca 1987(dts)                                                   | Zrezygnował z urzędu w trakcie jego pełnienia. |
| Dick Cheney (ur. 1941)       |                                        | WY      | 4 czerwca 1987(dts) | 3 stycznia 1989(dts) | Wybrany, aby objąć urząd opróżniony w wyniku rezygnacji poprzednika.  | |
| 101. (1989–1991)             | Jerry Lewis (1934–2021)                |         | CA                  | 3 stycznia 1989(dts) | 3 stycznia 1993(dts)                                                  | |
| 102. (1991–1993)             | Jerry Lewis (1934–2021)                |         | CA                  | 3 stycznia 1989(dts) | 3 stycznia 1993(dts)                                                  | |
| 103. (1993–1995)             | Dick Armey (ur. 1940)                  |         | TX                  | 3 stycznia 1993(dts) | 3 stycznia 1995(dts)                                                  | |
| 104. (1995–1997)             | John Boehner (ur. 1949)                |         | OH                  | 3 stycznia 1995(dts) | 3 stycznia 1999(dts)                                                  | |
| 105. (1997–1999)             | John Boehner (ur. 1949)                |         | OH                  | 3 stycznia 1995(dts) | 3 stycznia 1999(dts)                                                  | |
| 106. (1999–2001)             | J.C. Watts (ur. 1957)                  |         | OK                  | 3 stycznia 1999(dts) | 3 stycznia 2003(dts)                                                  | |
| 107. (2001–2003)             | J.C. Watts (ur. 1957)                  |         | OK                  | 3 stycznia 1999(dts) | 3 stycznia 2003(dts)                                                  | |
| 108. (2003–2005)             | Deborah Pryce (ur. 1951)               |         | OH                  | 3 stycznia 2003(dts) | 3 stycznia 2007(dts)                                                  | |
| 109. (2005–2007)             | Deborah Pryce (ur. 1951)               |         | OH                  | 3 stycznia 2003(dts) | 3 stycznia 2007(dts)                                                  | |
| 110. (2007–2009)             | Adam Putnam (ur. 1974)                 |         | FL                  | 3 stycznia 2007(dts) | 3 stycznia 2009(dts)                                                  | |
| 111. (2009–2011)             | Mike Pence (ur. 1959)                  |         | IN                  | 3 stycznia 2009(dts) | 3 stycznia 2011(dts)                                                  | |
| 112. (2011–2013)             | Jeb Hensarling (ur. 1957)              |         | TX                  | 3 stycznia 2011(dts) | 3 stycznia 2013(dts)                                                  | |
| 113. (2013–2015)             | Cathy McMorris Rodgers (ur. 1969)      |         | WA                  | 3 stycznia 2013(dts) | 3 stycznia 2019(dts)                                                  | |
| 114. (2015–2017)             | Cathy McMorris Rodgers (ur. 1969)      |         | WA                  | 3 stycznia 2013(dts) | 3 stycznia 2019(dts)                                                  | |
| 115. (2017–2019)             | Cathy McMorris Rodgers (ur. 1969)      |         | WA                  | 3 stycznia 2013(dts) | 3 stycznia 2019(dts)                                                  | |
| 116. (2019–2021)             | Liz Cheney (ur. 1966)                  |         | WY                  | 3 stycznia 2019(dts) | 12 maja 2021(dts)                                                     | Została odwołana w tajnym głosowaniu Partii Republikańskiej po kontrowersjach związanych z krytyką republikańskiego prezydenta Donalda Trumpa.                                                           |
| 117. (2021–2023)             | Liz Cheney (ur. 1966)                  |         | WY                  | 3 stycznia 2019(dts) | 12 maja 2021(dts)                                                     | Została odwołana w tajnym głosowaniu Partii Republikańskiej po kontrowersjach związanych z krytyką republikańskiego prezydenta Donalda Trumpa.                                                           |
| Elise Stefanik (ur. 1984)    |                                        | NY      | 14 maja 2021(dts)   | nadal                | Wybrana, aby objąć urząd opróżniony w wyniku odwołania poprzedniczki. | |